# Чеховское ружьё
Если в первом акте на стене висит ружьё, то в последнем оно должно выстрелить.А. П. Чехов

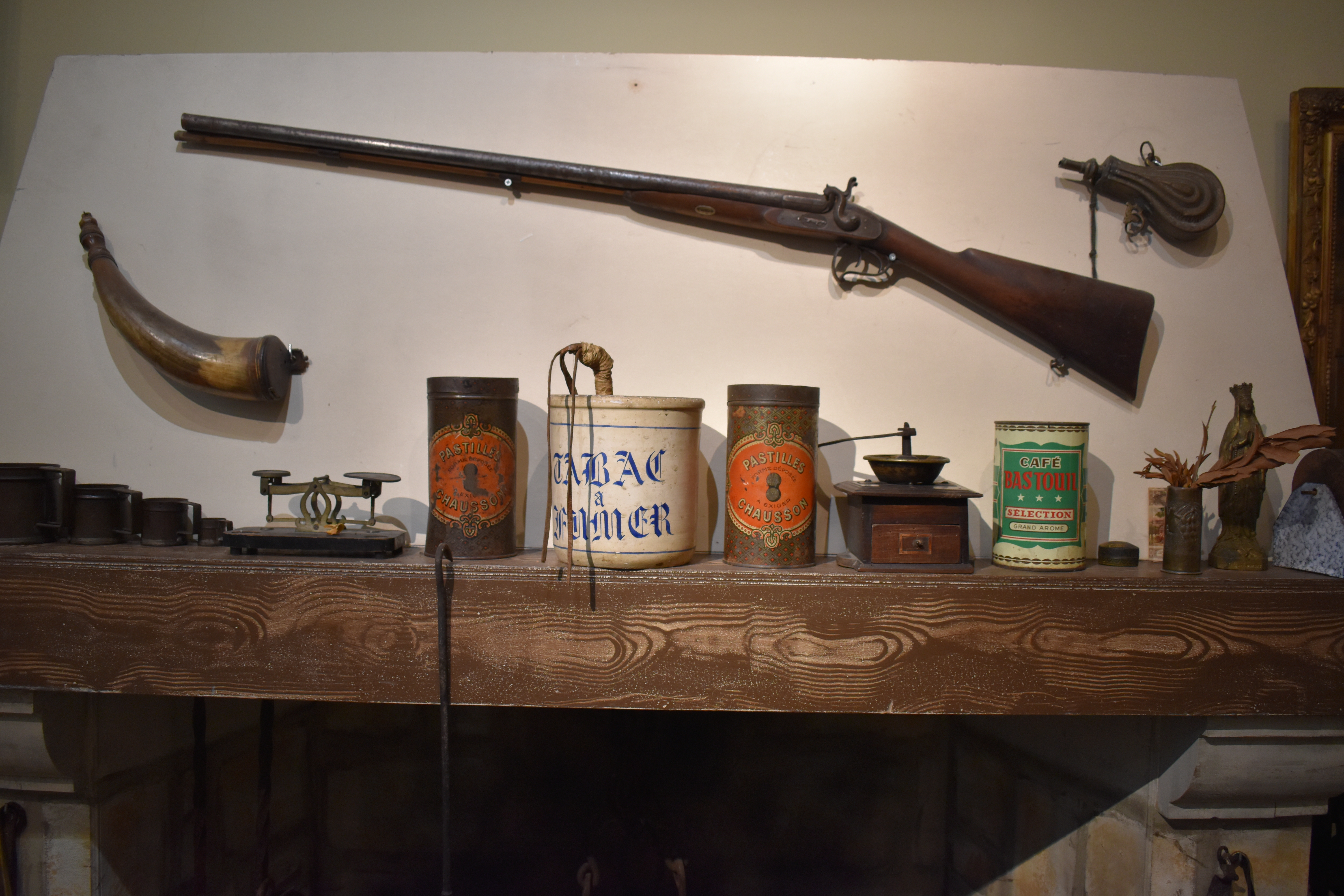
Ружьё на стене

«Чеховское ружьё» — принцип драматургии, согласно которому каждый элемент повествования должен быть необходим, а несущественные элементы должны быть удалены; в истории не должно появляться элементов, обманывающих ожидания аудитории тем, что никогда не играют роль в дальнейших событиях. Этот принцип Антон Павлович Чехов часто повторял, начиная с 1889 года, с некоторыми вариациями.

Первое упоминание принципа Чеховым встречается в его письме писателю Александру Лазареву (Грузинскому) 1 ноября 1889 года: «Нельзя ставить на сцене заряженное ружьё, если никто не имеет в виду выстрелить из него. Нельзя обещать». Чехов подразумевал здесь монолог в первом водевиле Лазарева «Старый друг», посчитав его излишним и не имеющим отношения к остальной части пьесы. Позже драматург Илья Гурлянд указал, что записал подобные слова Чехова летом того года: «Если вы в первом акте повесили на стену пистолет, то в последнем он должен выстрелить. Иначе — не вешайте его». По словам богослова Сергея Щукина, Чехов дал ему в ответ на просьбу оценить рассказ такой совет: «…не надо ничего лишнего. Всё, что не имеет прямого отношения к рассказу, всё надо беспощадно выбрасывать. Если вы говорите в первой главе, что на стене висит ружьё, во второй или третьей главе оно должно непременно выстрелить. А если не будет стрелять, не должно и висеть». Владимир Немирович-Данченко предполагает, что Чехов повторял его идею, высказанную при обсуждении ранней редакции чеховской пьесы «Чайка» (написана в 1895—1896 годы): 
…в сцене Маши и доктора Дорна вдруг оказывалось, что она его дочь. Потом об этом обстоятельстве в пьесе уже не говорилось ни слова. Я сказал, что одно из двух: или этот мотив должен быть развит, или от него надо отказаться совсем. Тем более, если этим заканчивается первый акт. Конец первого акта по самой природе театра должен круто сворачивать положение, которое в дальнейшем будет развиваться. Чехов сказал:
— Публика же любит, чтобы в конце акта перед нею поставили заряженное ружьё.
— Совершенно верно, — ответил я, — но надо, чтоб потом оно выстрелило, а не было просто убрано в антракте.

Кажется, впоследствии Чехов не раз повторял это выражение.
По мнению литературоведа Дональда Рейфилда, исключение из пьесы упоминания отцовства Дорна сделано по указанию цензора Ивана Литвинова. Также Рейфилд отмечает, что в своей последней пьесе «Вишнёвый сад» Чехов отходит от буквального соблюдения принципа: ружьё Шарлотты и пистолет Епиходова появляются на сцене, но не стреляют.